# ميخائيل جيبسون (موسيقي)
ميخائيل جيبسون (بالإنجليزية: Michael Gibson)‏ هو موسيقي أمريكي، ولد في 29 سبتمبر 1944 في ويلمنغتون في الولايات المتحدة، وتوفي في 15 يوليو 2005 في دوفر في الولايات المتحدة بسبب سرطان الرئة.

## وصلات خارجية
- ميخائيل جيبسون على موقع IMDb (الإنجليزية)
- ميخائيل جيبسون على موقع قاعدة بيانات برودواي على الإنترنت (الإنجليزية)
- ميخائيل جيبسون على موقع قاعدة بيانات الفيلم (الإنجليزية)